# 饶乐都督府
饶乐都督府，唐朝时设置的都督府。
贞观二十二年（648年）于奚族地置，治所在今内蒙古自治区宁城县西。辖境约当今内蒙古自治区老哈河上游及河北省滦河中上游一带。以可度者為都督；以阿會部爲弱水州，處和部爲祁黎州，奧失部爲洛瑰州，度稽部爲太魯州，元俟折部爲渴野州，各以酋領辱紇主爲刺史，隸属于饒樂府。开元二十三年（735年）改名奉诚都督府。后复旧名。

## 行政区划
| 州名   | 现在地名           | 原部落         |
| ------ | ------------------ | -------------- |
| 饶乐州 | 内蒙古自治区宁城县 | 以奚可度者部置 |
| 弱水州 | 河北省承德市       | 以奚阿会部置   |
| 祁黎州 | 内蒙古喀喇沁旗     | 以奚处和部置   |
| 洛瑰州 | 河北省沽源县       | 以奚奥失部置   |
| 太鲁州 | 内蒙古多伦县       | 以奚度稽部置   |
| 渴野州 | 河北省平泉县       | 以奚俟析部置   |